# Villar del Pozo
Villar del Pozo ist ein zentralspanischer Ort und eine Gemeinde (municipio) mit 47 Einwohnern (Stand: 2024) im Zentrum der Provinz Ciudad Real in der autonomen Region Kastilien-La Mancha.

## Lage und Klima
Villar del Pozo liegt in der weitgehend ebenen und wasserarmen Landschaft von La Mancha knapp 14 Kilometer (Fahrtstrecke) südsüdwestlich der Provinzhauptstadt Ciudad Real in einer Höhe von ca. 640 m. Ein Großteil des Flughafens Ciudad Real liegt im Gemeindegebiet. 
Das Klima ist gemäßigt bis heiß; der Regen fällt – mit Ausnahme der zumeist eher trockenen Sommermonate – verteilt übers Jahr.

## Bevölkerungsentwicklung
| Jahr      | 1970 | 1981 | 1991 | 2001 | 2011 | 2021 |
| Einwohner | 232  | 109  | 104  | 111  | 97   | 57   |

Wegen der Mechanisierung der Landwirtschaft, der Aufgabe bäuerlicher Kleinbetriebe („Höfesterben“) und dem daraus resultierenden Verlust von Arbeitsplätzen ist die Einwohnerzahl der Gemeinde in der zweiten Hälfte des 20. Jahrhunderts gesunken.

## Sehenswürdigkeiten
- Marienkirche (Iglesia de Nuestra Señora de la Consolación)
- Marienkapelle

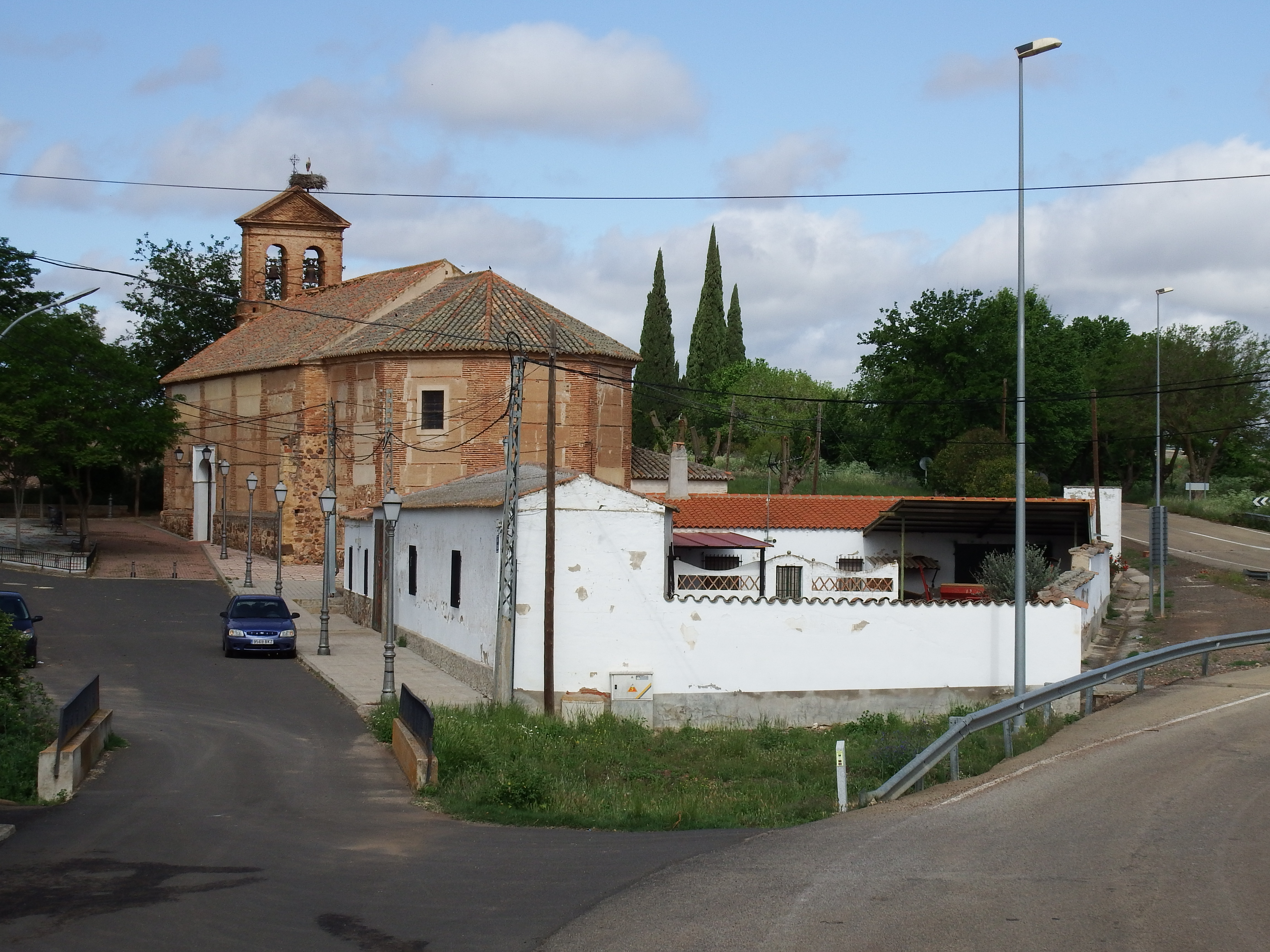
Kirche der Unbefleckten Empfängnis
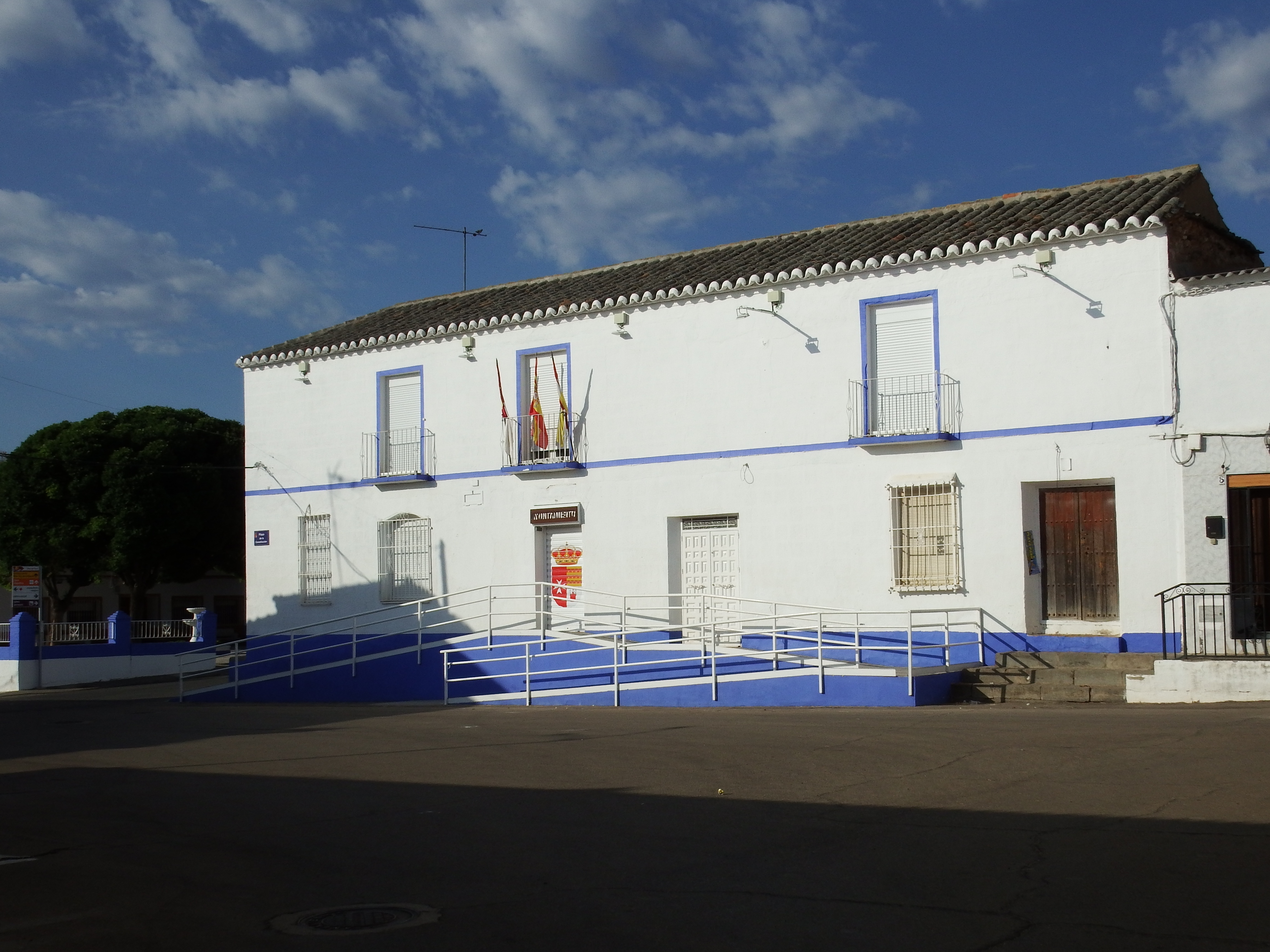
Rathaus